# Ronald Zehrfeld
Ronald Zehrfeld (Berlino Est, 15 gennaio 1977) è un attore tedesco.

## Filmografia parziale

### Cinema
- Der rote Kakadu, regia di Dominik Graf (2006)
- In jeder Sekunde, regia di Jan Fehse (2008)
- 12 Meter ohne Kopf, regia di Sven Taddicken (2009)
- Die Unsichtbare, regia di Christian Schwochow (2011)
- La scelta di Barbara (Barbara), regia di Christian Petzold (2012)
- Wir wollten aufs Meer, regia di Toke Constantin Hebbeln (2012)
- Vergiss mein Ich, regia di Jan Schomburg (2014)
- Die geliebten Schwestern, regia di Dominik Graf (2014)
- Zwischen Welten, regia di Feo Aladag (2014)
- Rico, Oskar und die Tieferschatten, regia di Neele Leana Vollmar (2014)
- Il segreto del suo volto (Phoenix), regia di Christian Petzold (2014)
- Wir waren Könige, regia di Philipp Leinemann (2014)
- Rico, Oskar und das Herzgebreche, regia di Wolfgang Groos (2015)
- Lo Stato contro Fritz Bauer (Der Staat gegen Fritz Bauer), regia di Lars Kraume (2015)
- Rico, Oskar und der Diebstahlstein, regia di Neele Leana Vollmar (2016)
- The Burglar, regia di Hagar Ben-Asher (2016)
- Das schweigende Klassenzimmer, regia di Lars Kraume (2018)
- Das Ende der Wahrheit, regia di Philipp Leinemann (2019)
- Sweethearts, regia di Karoline Herfurth (2019)
- Alle reden übers Wetter, regia di Annika Pinske (2022)
- Ingeborg Bachmann - Journey Into the Desert (Ingeborg Bachmann - Reise in die Wüste), regia di Margarethe von Trotta (2023)
- Sterben, regia di Matthias Glasner (2024)

### Televisione
- Wir sind das Volk - Liebe kennt keine Grenzen - film TV (2008)
- Die Grenze - film TV (2010)
- Im Angesicht des Verbrechens - serie TV, 10 episodi (2010)
- Die Stunde des Wolfes - film TV (2011)
- Das unsichtbare Mädchen - film TV (2011)
- Mord in Eberswalde - film TV (2013)
- Weissensee - serie TV, 6 episodi (2013-2015)
- Sag mir nichts - film TV (2016)
- Zielfahnder: Flucht in die Karpaten - film TV (2016)
- Landgericht - film TV (2017)
- 4 Blocks - serie TV, 3 episodi (2017)
- Hackerville - serie TV, 4 episodi (2018)
- Polizeiruf 110 - serie TV, 2 episodi (2011, 2019)
- Warten auf'n Bus - serie TV, 8 episodi (2020)
- Tatort - serie TV, 3 episodi (2006, 2012, 2021)
- Dengler - serie TV, 6 episodi (2006-2021)
- Babylon Berlin - serie TV, 24 episodi (2019-2022)
- Testo - serie TV, 5 episodi (2024)